# Афанасьев, Николай Георгиевич
Николай Георгиевич Афанасьев (27 мая 1940, Москва — конец июля — начало августа 2002, Москва) — советский футболист, защитник. Мастер спорта СССР (1963).
Воспитанник ФШМ. В 1958—1959 годах играл за «Шахтёр» Шахты. С 1960 года — в составе московского «Торпедо». В 1961—1963 годах провёл в чемпионате 59 игр, забил один гол. В 1961 году провёл два матче за дубль московского «Динамо». Завершил карьеру в 1964 году в ярославском «Шиннике», сыграв один матч в чемпионате — 8 ноября против «Динамо» Тбилиси (1:3).
Скончался в 2002 году в возрасте 62 лет. Похоронен в деревне Середнево.